# گویونیوس‌نیخلی
گویونیوس‌نیخلی (به لاتین: Goyuniusnykhly) یک منطقه مسکونی در جمهوری آذربایجان است که در شهرستان قبله واقع شده است.